# Gaston Ploquin
Gaston Agricol Ploquin, né le 18 décembre 1882 à Lyon 2e et mort dans la même ville dans le 6e arrondissement le 5 septembre 1970, est un peintre et dessinateur français.

## Biographie
Élève à l'école des beaux-arts de Lyon, puis du peintre décorateur Louis Bardey (1851-1915), Gaston Ploquin expose à Lyon dès 1900 et participe à différents Salons lyonnais. À Lyon et lors de ses voyages dans la proche Bourgogne et à la Côte d'Azur, il fait des croquis et tableaux de paysages sur le motif. Fidèle au style traditionnel enseigné à l’académie, il peint des paysages, des fleurs, des scènes historiques et des natures mortes.
Certaines de ses œuvres sont conservées au musée des beaux-arts de Lyon.
Gaston Ploquin est le père du peintre René Ploquin.

## Œuvres dans les collections publiques
- Lyon, musée des beaux-arts :
  - Parc de la Tête d'Or, automne 1932, inventaire 10943.
  - Roses rouges, inventaire 12217.